# 沖繩工業高等專門學校
沖繩工業高等專門學校（National Institute of Technology, Okinawa College）

## 簡介
日本国立高等專門學校之一。是一所位於日本沖繩縣的高等專門學校，建立於2004年，是所有高等專門學校中最年輕的。本校設立了機械系統工学科、情報通信系統工学科、系統情報工学科、生物資源工学科等學科 。專攻科包括創造系統工学専攻科。

## 教育組織

### 本科（副學士課程）
- 機械系統工学科
- 情報通信系統工学科
- 系統情報工学科
- 生物資源工学科

### 専攻科（学士課程）
- 創造系統工学専攻科
  - 機械系統工学課程
  - 情報通信系統工学課程
  - 系統情報工学課程
  - 生物資源工学課程[3]

## 建築與設施
|  |  |  |  |

## 外部連結
- 沖繩工業高等專門學校 （页面存档备份，存于）

26°31′34.1″N 128°1′52.2″E / 26.526139°N 128.031167°E